# Thomas Kuczynski

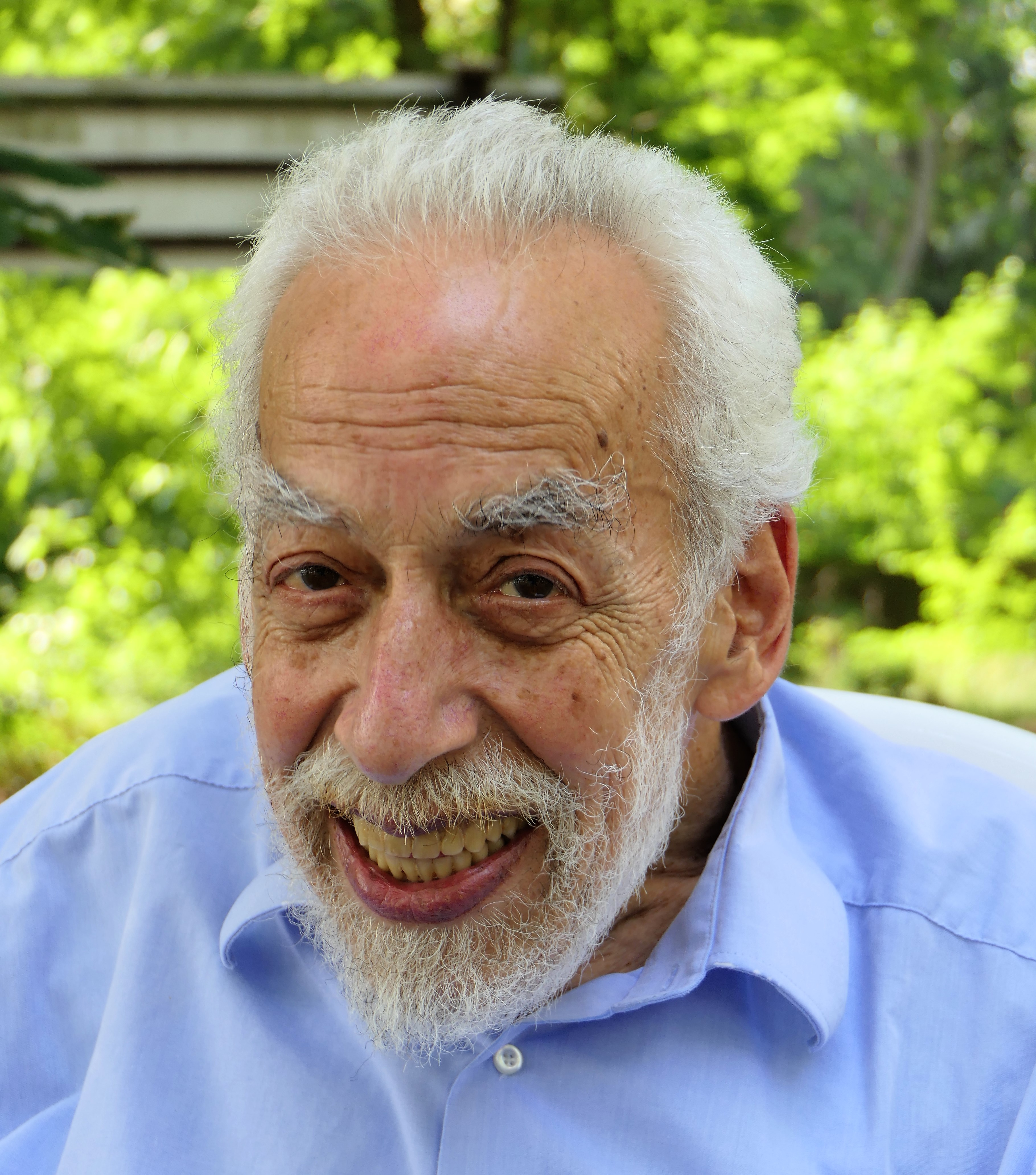
Thomas Kuczynski (2018)

Thomas Kuczynski (* 12. November 1944 in London; † 19. August 2023 in Berlin) war ein deutscher Wirtschaftshistoriker. Er gilt als der Wegbereiter der Kliometrie in der DDR.

## Leben
Thomas Kuczynski wurde als Sohn von Jürgen Kuczynski und Marguerite Kuczynski in London geboren, als diese dort im Exil waren. Nach 1945 übersiedelte die Familie in die Sowjetische Besatzungszone. Er studierte von 1963 bis 1968 Statistik an der Hochschule für Ökonomie, Berlin-Karlshorst, und wurde 1972 bei Hans Mottek über das Ende der Weltwirtschaftskrise in Deutschland (1932/33) promoviert. Seit 1966 war er Mitglied der SED. Von 1972 bis zu dessen Abwicklung 1991 arbeitete er am Institut für Wirtschaftsgeschichte der Akademie der Wissenschaften der DDR und war von 1988 bis 1991 dessen letzter Direktor. Seine Promotion B erfolgte 1988 mit der Arbeit Zur Anwendbarkeit mathematischer Methoden in der Wirtschaftsgeschichtsschreibung. Methodologische Überlegungen und praktische Versuche. Seither arbeitete er als freier Publizist, u. a. als Autor im Marx-Engels-Jahrbuch und in der Zeitschrift Lunapark21. Er war von 1972 bis 1998 mit Rita Kuczynski verheiratet.
Kuczynski erstellte eine Studie Entschädigungsansprüche für Zwangsarbeit im ‚Dritten Reich‘ auf der Basis der damals erzielten zusätzlichen Einnahmen und Gewinne, in der er errechnete, dass die Bundesrepublik Deutschland den Opfern von Zwangsarbeit in Nazideutschland rund 180,5 Milliarden DM schuldig sei. Später, in seinem Buch Brosamen vom Herrentisch, erhöhte er diese Zahl auf 228 Milliarden DM (116 Milliarden Euro).
Er hat die Sammlung von 70.000 Büchern und Zeitschriften, bestehend aus der Arbeitsbibliothek seines Vaters Jürgen Kuczynski und seines Großvaters Robert René Kuczynski, 2002 der Zentral- und Landesbibliothek Berlin übergeben.
2007 wirkte Thomas Kuczynski an dem Theaterprojekt Karl Marx: Das Kapital Erster Band mit. Das Projekt – in der Regie von Helgard Haug und Daniel Wetzel – wurde vom Rimini Protokoll realisiert (Produktion: Düsseldorfer Schauspielhaus; Koproduktion: Schauspielhaus Zürich, schauspielfrankfurt und Hebbel am Ufer, Berlin). Es wurde 2007 mit dem Mülheimer Dramatikerpreis ausgezeichnet, sowie in der Fassung für den Rundfunk (Deutschlandfunk und WDR 3) mit dem Hörspielpreis der Kriegsblinden (2008).
Über zwanzig Jahre hat Kuczynski an einer Ausgabe des Kapital Band 1 gearbeitet. Die neue Textausgabe basiert auf dem von Karl Marx geforderten, aber nicht realisierten Vergleich der deutschen mit der französischen Ausgabe. Nicht nur diese beiden, sondern alle von Marx und Engels edierten Ausgaben und Übersetzungen wurden herangezogen, wobei der in der Marx-Engels-Gesamtausgabe erreichte Forschungsstand berücksichtigt ist. Damit verwirklichte Thomas Kuczynski ein Projekt, das zwar im damaligen Marx-Engels-Institut in Moskau von dessen Leiter Dawid Rjasanow in Angriff genommen worden war, aber nach der Schließung des Instituts 1931 nie realisiert wurde. In einem Nachwort zur neuen Textausgabe wird über die Bearbeitung umfassend berichtet. Georg Fülberth nennt diese Schrift Kuczynskis „philologisches Hauptwerk“.
Er war Mitglied im wissenschaftlichen Beirat der Bildungsgemeinschaft SALZ e. V. Seine Kolumnen aus der Lunapark21 wurden posthum 2024 gesammelt in dem Band Letzte Geschichten aus dem Lunapark. Historisch-kritische Kolumnen zur Ökonomie der Gegenwart abgedruckt.
Thomas Kuczynski starb am 19. August 2023 im Alter von 78 Jahren. Kuczynski war zuletzt mit der Mathematikhistorikerin Annette Vogt verheiratet und lebte in Berlin-Pankow.

## Veröffentlichungen (Auswahl)
- Das Ende der Weltwirtschaftskrise in Deutschland 1932/33. Berlin 1972 (Berlin, Hochsch. für Ökonomie, Diss., 1972).
- Zur Anwendbarkeit mathematischer Methoden in der Wirtschaftsgeschichtsschreibung. Methodologische Überlegungen und praktische Versuche. Berlin 1978 (Berlin, Akademie der Wissenschaften der DDR, Promotion B, 1979).
- Wirtschaftsgeschichte und Mathematik. Beiträge zur Anwendung mathematischer, insbesondere statistischer Methoden in der wirtschafts- und sozialhistorischen Forschung, Akademie Verlag, Berlin 1985 (Hrsg.).
- Brecht 88. Anregungen zum Dialog über die Vernunft am Jahrtausendende. Ediert von Wolfgang Heise. Henschel, Berlin 1987 (Beitrag).
- Sozialismus oder Barbarei? Berlin 1991, ISBN 3-320-01657-1.
- Das Kommunistische Manifest (Manifest der Kommunistischen Partei) von Karl Marx und Friedrich Engels. Von der Erstausgabe zur Leseausgabe. Mit einem Editionsbericht (= Schriften aus dem Karl-Marx-Haus 49). Trier 1995, ISBN 3-86077-207-4.
- Die Transformation der Werte in Produktionspreise im Rahmen der einfachen Reproduktion. Forschungsgruppe Politische Ökonomie am Institut für Politikwissenschaft, Marburg 2000, ISBN 3-8185-0302-8.
- Brosamen vom Herrentisch. Verbrecher Verlag, Berlin 2004, ISBN 3-935843-37-2.
- Geschichten aus dem Lunapark. Historisch-kritische Betrachtungen zur Ökonomie der Gegenwart. Papyrossa Verlag, Köln 2014, ISBN 978-3-89438-562-0.
- Karl Marx. Lohn, Preis und Profit. Laika Verlag, Hamburg 2014, ISBN 978-3-944233-30-7.
- Karl Marx. Das Kapital. Kritik der politischen Ökonomie, erster Band Buch I: Der Produktionsprozess des Kapitals, neue Textausgabe mit USB-Card, bearbeitet und herausgegeben von Thomas Kuczynski. VSA-Verlag, Hamburg 2017, ISBN 978-3-89965-777-7. Text Online als pdf
- Zum Begriff der Produktionsweise bei Marx. Zentralität, Ambiguität und Differenzierung. In: Beiträge zur Marx-Engels-Forschung. Neue Folge 2018/19. Argument Verlag, Hamburg 2019, ISBN 978-3-86754-685-0, S. 11–20.
- Engels’ Altersbriefe im Lichte des Zusammenbruchs des „Realsozialismus“. In: Sozialismus, Heft 11/2020, S. 38–42, ISSN 0721-1171.
- Karl Marx. Lohn, Preis und Profit. Das kleine »Kapital«: ein Vortrag zur Politischen Ökonomie des Kapitalismus. Herausgegeben und kommentiert von Thomas Kuczynski, VSA Verlag, Hamburg 2022, ISBN 978-3-96488-147-2.
- Zum Begriff der Produktionsweise bei Marx. Zentralität, Ambiguität und Differenzierung. In: Beiträge zur Marx-Engels-Forschung. Neue Folge 2020/21. Argument, Hamburg 2022, ISBN 978-3-86754-687-4, S. 11–20.
- Letzte Geschichten aus dem Lunapark. Historisch-kritische Kolumnen zur Ökonomie der Gegenwart, Payprossa, Köln 2024, ISBN 978-3-89438-837-9.